# Festiwal Perła Baroku – Koncerty Mistrzów

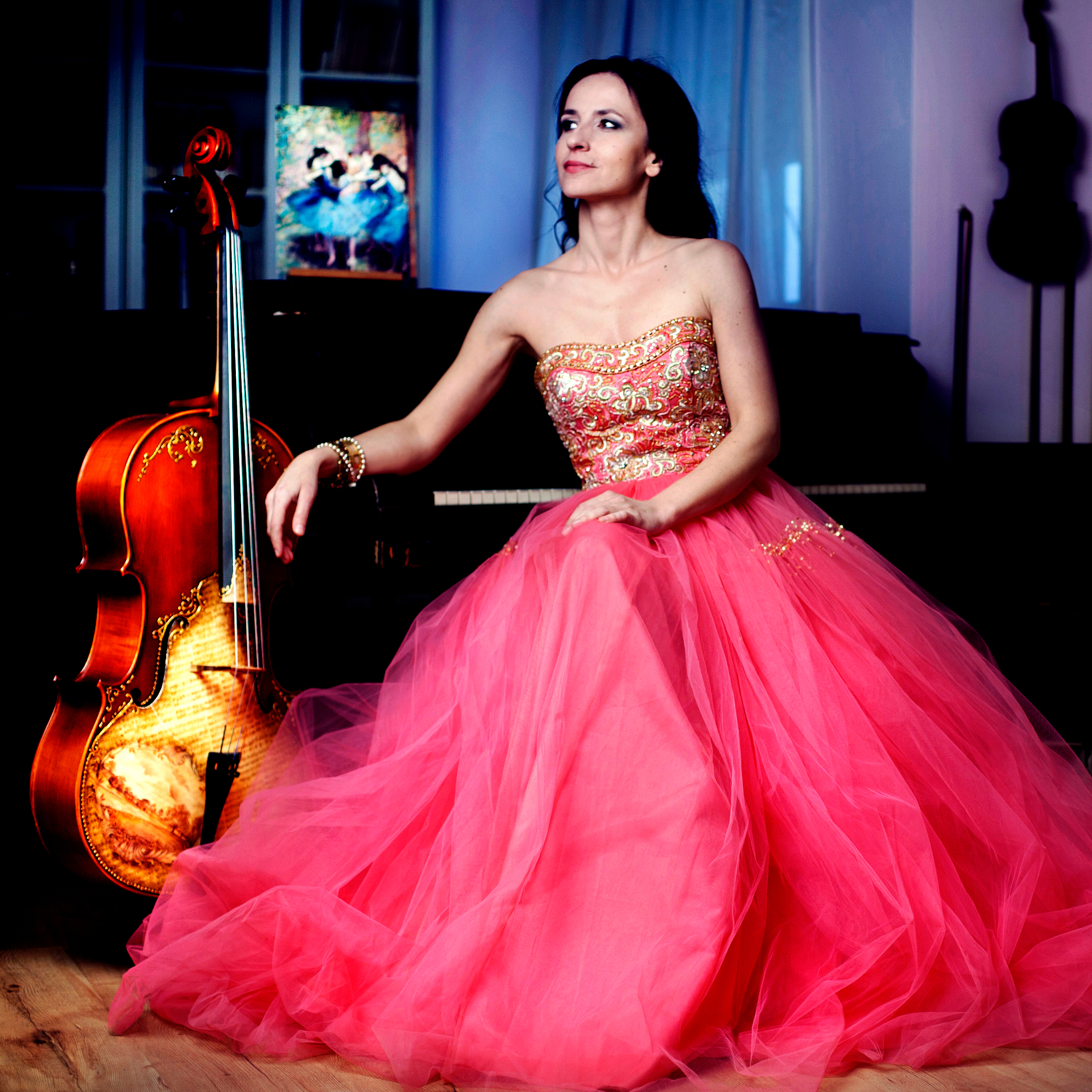
Twórca Festiwalu Perła Baroku – Koncerty Mistrzów – Anna Szarek

Festiwal Perła Baroku – Koncerty Mistrzów – międzynarodowy festiwal muzyczny z siedzibą w barokowej bazylice pod wezwaniem Trójcy Świętej w Kobyłce przy ul. Kościelnej 2. Twórczynią i dyrektorem festiwalu jest Anna Szarek. Do 2019 roku festiwal obejrzało ponad 45 tysięcy osób.

## Historia
Pomysł na festiwal powstał w 2007 roku. W maju 2008 roku odbył się I Międzynarodowy Festiwal Perła Baroku. Po pierwszej edycji festiwalu w prasie ukazywały się informacje o tym, że festiwal jest „najważniejszym wydarzeniem od dziesięcioleci” oraz „centrum kulturalnej Europy”. Nakład artykułów o Festiwalu osiągnął kilka milionów egzemplarzy. W styczniu 2017 roku powstała także Fundacja Perła Baroku, która wspiera Festiwal. W 2022 odbył się 15. Jubileuszowy Festiwal.

## Opis
Misją festiwalu od pierwszej edycji była interpretacja wielu gatunków muzyki od renesansu do współczesności. Z muzyki współczesnej festiwal prezentuje muzykę filmową, world music, jazz, gipsy swing, flamenco. Festiwal zaprasza zdobywców ważnych nagród fonograficznych: występowali podczas festiwalu artyści wyróżnieni m.in. Diapason d’Or, Midem, Grammy Award.
Na festiwalu występowali m.in. Peter Holman, Hopkinson Smith, Kevin Kenner, Joscho Stephan, Szymon Nehring, Olga Pasiecznik, Łukasz Długosz, Maria Pomianowska, Leszek Możdżer. Organizatorzy festiwalu zapraszają także wybitne osobowości, w tym profesorów światowych uczelni muzycznych i laureatów międzynarodowych konkursów.
Od roku 2018 festiwal prezentował także wybranych, wielokrotnie nagradzanych, młodych artystów – takich jak Jan Wachowski czy Kacper Dworniczak podczas koncertu „Debiuty”. Jednym z kluczowych założeń wydarzenia, obok poziomu artystycznego, różnorodności stylów i prezentowania wybitnych interpretacji i osobowości artystycznych jest niebiletowany wstęp.

## Patronat i mecenat
Patronat honorowy nad Festiwalem obejmowali m.in:
- Prezydent RP
- Ministerstwo Kultury i Dziedzictwa Narodowego
- Biskup Henryk Hoser
- prof. Norman Davies
- Beata Tyszkiewicz
- Ambasada Francji
- Instytut Kultury Włoskiej
- prof. Katarzyna Chałasińska-Macukow
- prof. Andrzej Rottermund
- Starosta powiatu wołomińskiego Adam Lubiak
- Burmistrz miasta Kobyłka Edyta Zbieć[12]

Mecenat nad Festiwalem obejmowali m.in.:
- Ministerstwo Kultury i Dziedzictwa Narodowego
- Powiat wołomiński
- Miasto Kobyłka
- Bank Zachodni WBK SA
- PGE Polska Grupa Energetyczna
- Nuctech
- Fundacja PKO
- Fundacja Lotto

## Daty festiwali
1. Perła Baroku 2008: 11–18 maja
2. Perła Baroku 2009: 7–14 czerwca
3. Perła Baroku 2010: 13–17 czerwca
4. Perła Baroku 2011: 16–22 maja
5. Perła Baroku 2012: 17–24 czerwca
6. Perła Baroku 2013: 9–16 czerwca
7. Perła Baroku 2014: 8–15 czerwca
8. Perła Baroku 2015: 14–21 czerwca
9. Perła Baroku 2016: 5–12 czerwca
10. Perła Baroku 2017: 4–11 czerwca
11. Perła Baroku 2018: 29 września–2 października[13]
12. Perła Baroku 2019: 9–16 czerwca[14]
13. Perła Baroku 2020: 7–10 września[15]
14. Perła Baroku 2021: 28 czerwca–1 lipca[16]
15. Perła Baroku 2022 : 27 - 30 czerwca[17]